# هرمان هوت
هرمان هوت (به آلمانی: Hermann Hoth) (۱۲ آوریل ۱۸۸۵ – ۲۵ ژانویه ۱۹۷۱) نظامی بلندپایه آلمانی در دوره رایش سوم بود که در جریان جنگ جهانی دوم فرماندهی یگان‌های مختلفی را بر عهده داشت.

## نیروی زمینی امپراتوری آلمان
روز ۱۲ آوریل سال ۱۸۸۵ در نویروپین به دنیا آمد. پدرش افسر بهداری نیروی زمینی بود. سال ۱۸۹۶ وارد دانشسرای نظامی پروس در پوتسدام و برلین شد. سال ۱۹۰۴ با پیوستن به هنگ ۷۲ پیاده‌نظام تورینگن در تورگاو، خدمت خود را به عنوان افسر دانشجو آغاز کرد. یک سال بعد آجودان یک گردان شد و سه سال آینده را در این مقام سپری نمود. سال ۱۹۱۰ برای آموزش به عنوان افسر ستاد به دانشکده جنگ در برلین فرستاده شد. شش ماه آجودان هنگ اولیه خود بود. سپس در ستاد کل مشغول به خدمت شد. سال ۱۹۱۴ با درجه سروانی در مقر هیندنبورگ حضور پیدا کرد و در جریان جنگ جهانی اول، نبردهای مختلفی را تجربه نمود. در جریان پیشروی نیروهای آلمانی در جبهه شرقی در سال ۱۹۱۵، در ستاد کل یکی از سپاه‌ها به انجام وظیفه پرداخت. ماه ژوئن سال ۱۹۱۶ در سپاه هوایی به کار گرفته شد و فرماندهی موقت یک یگان جنگنده را برعهده داشت. مدتی بعد به ستاد فرماندهی سپاه هوایی منتقل گردید. اندکی پیش از پایان جنگ افسر عملیات‌های لشکر سی‌ام پیاده‌نظام بود و در نبردهای دفاعی مناطق شامپانی، فلاندر و آراس مشارکت نمود.

## رایشسور
پس از پایان جنگ در خدمت فعال رایشسور باقی‌ماند. مدتی فرمانده یک گردان در فرای‌کور بود و سپس در هنگ ۱۸ پیاده‌نظام به انجام وظیفه پرداخت. در سال ۱۹۲۰ به وزارت جنگ منتقل گشت. با گذراندن سه سال در این وزارت‌خانه، به فرماندهی یک هنگ پیاده‌نظام در براونشوایگ رسید. سپس به عنوان یک افسر ارشد ستادی پیاده‌نظام در یک منطقه نظامی در لیگنیتس فعالیت کرد. در این موقعیت به درجه سرتیپی ارتقا پیدا کرد.

## ورماخت
هنگام شکل‌گیری ورماخت، سال ۱۹۳۵ فرماندهی لشکر هجدهم پیاده‌نظام را عهده‌دار شد. سال ۱۹۳۸ به درجه سپهبدی ارتقا یافت و فرماندهی سپاه ۱۵ در اختیارش قرار گرفت.

### جنگ جهانی دوم
ترفیع درجات:
- ۲۷ ژانویه ۱۹۰۵: ستوان دوم
- ۱۹ ژوئن ۱۹۱۲: ستوان یکم
- ۸ نوامبر ۱۹۱۴: سروان
- ۱ ژانویه ۱۹۲۴: سرگرد
- ۱ فوریه ۱۹۲۹: سرهنگ دوم
- ۱ فوریه ۱۹۳۲: سرهنگ
- ۱ اکتبر ۱۹۳۴: سرتیپ
- ۱ اکتبر ۱۹۳۶: سرلشکر
- ۱ نوامبر ۱۹۳۸: سپهبد (ژنرال پیاده‌نظام)
- ۱۹ ژوئیه ۱۹۴۰: ارتشبد

#### لهستان
در جریان تهاجم آلمان به لهستان از ۱ سپتامبر سال ۱۹۳۹ که به آغاز جنگ جهانی دوم منجر شد، در راس سپاه ۱۵ به عنوان بخشی از ارتش دهم از گروه ارتش جنوب، در جنگ مشارکت نمود. نیروهای او در روز نخست در برابر مقاومت بسیار ضعیف، بیست کیلومتر پیشروی نمودند. روزهای ۳ و ۴ سپتامبر، قوای تحت امر او در به محاصره انداختن و انهدام نیروهای دشمن در چنتستوخووا نقش مهمی ایفا نمودند. این یگان روز ۵ سپتامبر بر شهر کلیدی کیلتس مسلط شد. در ادامه با تغییر اولویت از تصرف اراضی به جلوگیری از گریز نیروهای دشمن، ۸ سپتامبر، گروه عملیاتی کیلچه لهستان را در ایئوژا در هم کوبید. به جهت موفقیت‌های حاصل کرده در نبرد لهستان، ۲۷ اکتبر سال ۱۹۳۹ مفتخر به دریافت نشان صلیب شوالیه صلیب آهنین شد.

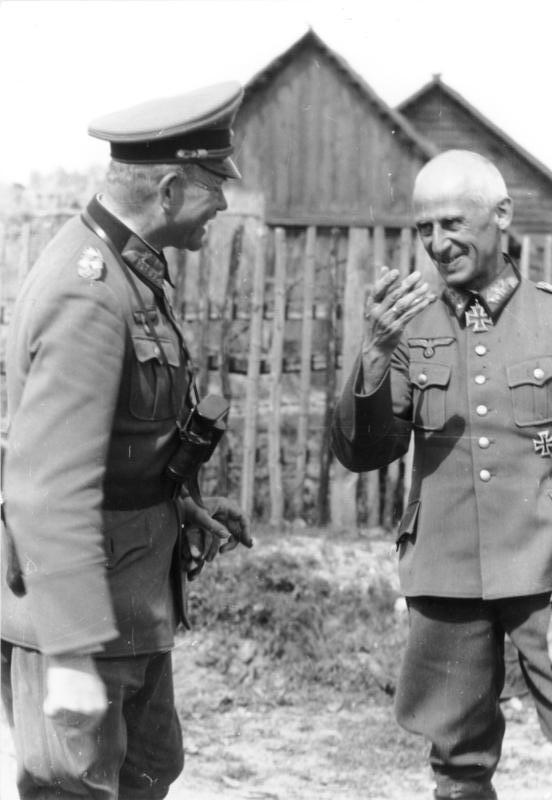
در کنار ارتشبد هاینتس گودریان، ۲۱ ژوئن ۱۹۴۱

#### شوروی

##### بیاویستوک-مینسک
با آغاز عملیات بارباروسا، تهاجم آلمان به شوروی، در ۲۲ ژوئن سال ۱۹۴۱، هوت با فرماندهی گروه زرهی ۳ از گروه ارتش مرکز، مجدداً وارد صحنه نبرد شد. روز نخست نبرد به شکل استثنایی پیش رفت. نیروهای او در جناح شمالی با پیشروی به طرف شرق، توانستند با سلطه بر ویلنا به سرعت از جانب شمال غربی به مینسک نزدیک شوند. در پی این موفقیت، فرماندهی گروه ارتش مرکز با آزاد کردن نیروهای او از اتصال به ارتش پیاده‌نظام پشت سرش، به هوت آزادی عملیاتی اعطا کرد.
جهت سلطه بر اراضی بین رودهای دوینا و دنیپر و ناحیه ویتبسک-اورشا، هوت به نیروهای تحت امر خود فرمان به تصرف مالاژکنا و ادامه حرکت به سمت شمال شرقی داد. روز ۲۴ ژوئن فرماندهی گروه ارتش مرکز او را از تصمیم والتر فن براوخیچ، فرمانده نیروی زمینی برای چرخش نیروهای زرهی تحت امرش از ویلنا به سمت جنوب و شرق به جانب مینسک به جای حرکت در جهت شمال و شرق مطلع ساخت. درحالیکه هوت تمرکز بر منطقه تحت محاصره بیاویستوک-مینسک را نسبت به سلطه بر اراضی بین دو رود دوینا و دنیپر پیش از سازماندهی نیروی کافی توسط ارتش سرخ برای برقراری دفاعی مستحکم، کمتر ضروری و آن را تأخیری غیر هوشیارانه و تاکتیکی امن اما تلف کننده وقت می‌دید. اعزام سرهنگ دوم والتر فن هونرسدورف، رئیس ستاد کل گروه زرهی ۳ از طرف هوت به مقر فرماندهی عالی نیروی زمینی در پروس شرقی نیز باعث تغییر این تصمیم نشد. بدین ترتیب هوت از همان روزهای نخست عملیات شروع به از دست دادن اعتقاد و اطمینان نسبت به فرماندهی عالی نیروی زمینی کرد. با وجود میل بر پیشروی به سمت شرق، هوت به هر روی در ظاهر عناد کمتری نسبت به هاینتس گودریان، فرمانده گروه زرهی ۲، در برابر فرامین نشان می‌داد و سعی داشت با خون‌سردی و رفتاری معقولانه و حرفه‌ای، روابط صحیح خود با دیگران را حفظ کند.
روز ۲۶ ژوئن نیروهای هوت به ۳۰ کیلومتری شمال مینسک رسیدند. سه روز بعد طلایه‌داران او با الحاق به قوای گروه زرهی ۲، حلقه بیرونی محاصره را در حومه شرقی مینسک بستند تا چهار ارتش شوروی را به دام بیندازند. همان روز گودریان با پرواز به قرارگاه فرماندهی گروه زرهی ۳، ضمن تلاش برای همراه ساختن هوت جهت سرپیچی از فرامینی که پیشروی آن‌ها به سمت شرق را به تأخیر می‌انداخت، خواهان هماهنگی در عملیات‌های آتی گذر از رود برزینا شد که با موافقت او همراه گشت.

##### اسمولنسک
روز ۳۰ ژوئن، فرانتس هالدر، رئیس ستاد کل نیروی زمینی به هوت دستور داد در کنار گروه زرهی ۲ هر چه سریع تر ناحیه بین پولوتسک تا روگاچف را پاکسازی کند. برای هماهنگی بیشتر بین نیروهای زرهی و قوای پیاده، گروه زرهی او تحت فرمان فیلدمارشال گونتر فن کلوگه در ارتش چهارم زرهی قرار گرفت. هوت فرمان یافت با یورش از دو طرف ویتبسک، در خط مقدمی فراخ تا ولیژ پیش برود. در این زمان قریب به نیمی از نیروهای او برای پاکسازی محاصره مینسک پشت سر باقی گذاشته شده بودند. هوت با انتظار برخورد به هیچ یا مقدار کمی مقاومت از طرف دشمن، قابل تردد بودن راه‌ها و عدم بارندگی در مسیر، ریسک چنین مأموریتی را پذیرفت.

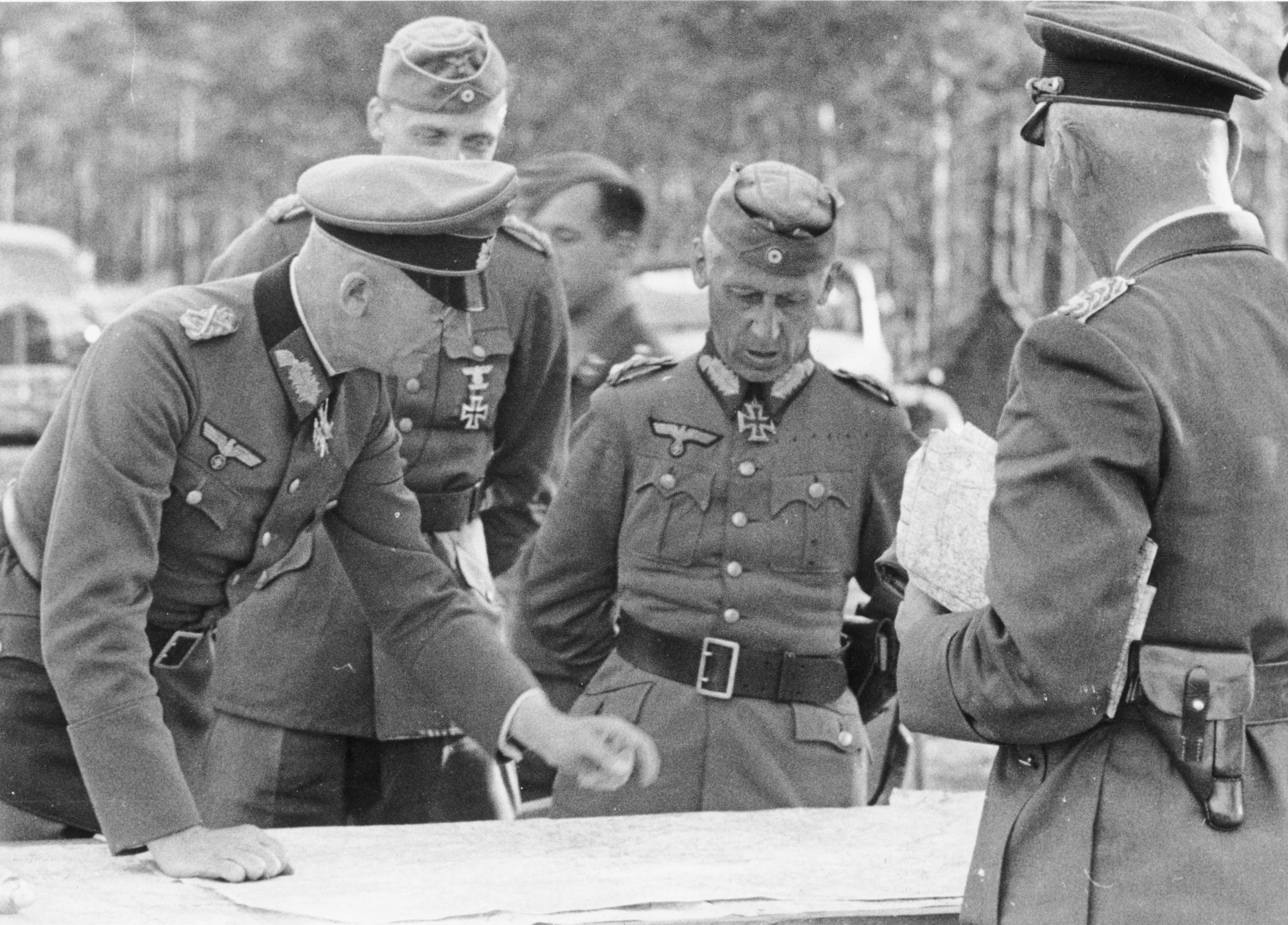
ارتشبد هرمان هوت (رو به دوربین) در کنار فیلدمارشال فدر فن بوک (سمت چپ)، ۸ ژوئیه ۱۹۴۱

با آغاز حرکت از همان ابتدا مشخص شد هر سه انتظار او محقق نشده‌است. ارتش سرخ فرصت کافی برای جمع‌آوری نیروی دفاعی را یافته و حتی قادر بود دست به ضدحملات شدیدی بزند. بدی آب و هوا در برخی محدوده‌ها و راه‌های غیرقابل عبور نیز جابه‌جایی نیرو را دچار مشکل کرده بود. به هر صورت هوت توانست به کمک چهار لشکر روز ۹ ژوئیه ویتبسک را به سلطه درآورد. در این زمان در اثر عدم وحدت فرماندهی در گروه ارتش مرکز، هوت از قصد عملیاتی نیروهای دیگر اطلاع چندانی نداشت.
در ادامه ضمن مراقبت از جانب شمالی محاصره اسمولنسک، به پیشروی خود به طرف مسکو ادامه داد. سرکشی هوت و گودریان که مسکو را هدف اصلی عملیات بارباروسا می‌دانستند، از سرنهادن به برخی فرامین مافوق خود، فن کلوگه را وادار ساخت هر دو را تهدید به محاکمه نظامی کند. روز ۵ ژوئیه فن کلوگه گله‌مندی خود را از ناتوانی در کنترل این دو تن به فرماندهی عالی نیروی زمینی ابراز داشت که در پاسخ فن براوخیچ به او یادآوری نمود که وظیفه او ایجاد هماهنگی است و نبایست در جزئیات کار آن‌ها دخالت کند. او همچنین به کلوگه توصیه کرد به این دو فرمانده توانمند خود آزادی عمل بدهد. در این شرایط فن بک با عدم رضایت از توانایی فرماندهی فن کلوگه، مکرراً با نادیده گرفتن او، مستقیماً با هوت ارتباط برقرار می‌کرد. با چرخش بخشی از نیروهای هوت به سمت جنوب و با تصرف یارتسفو در شمال شرقی اسمولنسک توسط سر نیزه زرهی آن و خود اسمولنسک توسط گروه زرهی ۲ در ۱۶ ژوئیه، دومین محاصره عمده عملیات بارباروسا در شرف اتمام بود. حفره شرق اسمولنسک تا ۲۴ ژوئیه بسته شد. به سبب این پیروزهای خیره‌کننده، ۱۷ ژوئیه سال ۱۹۴۱، برگ‌های درخت بلوط به نشان صلیب شوالیه هوت افزوده گشت. در این هنگام با توجه به درک دقیق او از شرایط نیروهایش و گزارش سختی‌هایی که بر گرده آن‌ها افتاده به مقامات بالاتر، در میان افرادش به «پدر هوت» شهرت یافت.
با شکست تجربه قرار دادن دو گروه زرهی تحت فرماندهی فن کلوگه، با سازمان دهی مجدد نیروها، یگان هوت، بر خلاف گودریان، مجدداً تحت فرماندهی ارتش نهم قرار گرفت. این مسئله خود موجب پدیداری اصطکاکات دیگری شد؛ چرا که ارتشبد آدولف اشتراوس، فرمانده ارتش نهم، خواهان پایان فرایند بازسازی و بازگشت برخی عناصر گروه زرهی هوت به خط مقدم بود درحالکیه هوت می‌خواست بازسازی و استراحت بدون وقفه ادامه یابد. هوت در نامه‌ای به فن بک خواهان خروج یگان او از تبعیت از ارتش نهم شد اما در نهایت با جانبداری فن بک از اشتراوس، با این درخواست مخالفت گشت. در این حال هالدر حامی نظر هوت بود اما دخالتی در تصمیم فن بک نکرد. روز ۳۰ ژوئیه صدور فرمان شماره ۳۴ پیشوا، از گروه ارتش مرکز خواست در اولین فرصت ممکن گروه زرهی ۳ را جهت تقویت و تسلیح مجدد از میدان‌های نبرد عقب بکشد. شش لشکر هوت می‌بایست به گروه زرهی ۴ از گروه ارتش شمال می‌پیوستند. به هر صورت هیلتر روز ۱۲ اوت با صدور تکمله‌ای بر فرمان شماره ۳۴، لزوم قرار گرفتن گروه زرهی ۳ تحت امر گروه ارتش شمال را کنار نهاد و صرفاً از گروه ارتش مرکز خواست جناح چپ خود را به سمت شمال حرکت دهد. با این حال سپاه ۳۹ موتوریزه ۱۵ اوت جهت پیوستن به گروه ارتش شمال از گروه زرهی ۳ جدا شد. سپاه ۵۷ موتوریزه نیز از ۲۳ اوت جهت ایجاد اتصال با گروه ارتش شمال، یورش خود به سمت ولیکیه لوکی در جانب شمال را آغاز کرد.

##### ادامه جنگ
با وجود جدا شدن هر دو سپاه آن و باقی نماندن هیچ نیرویی در اختیار او، قرارگاه گروه زرهی ۳ در جایگاه ذخیره ارتش نهم، همچنان همراه گروه ارتش مرکز باقی‌ماند. نهایتاً با بسنده به محاصره لنینگراد، روز ۱۲ سپتامبر دو سپاه ۴۱ و ۵۶ موتوریزه گروه زرهی ۴ به گروه ارتش مرکز سپرده شدند و با حرکت به سمت جنوب در اختیار هوت قرار گرفتند. ماه اکتبر با انتصاب به فرماندهی ارتش هفدهم به بخش جنوبی جبهه منتقل گشت. هوت این ارتش را تا ضد حمله ارتش سرخ در ماه ژانویه سال ۱۹۴۲ در چندین نبرد در ناحیه خارکوف و جلگه رود دونتس هدایت کرد. تابستان سال ۱۹۴۲ هوت جانشین اریش هوپنر در فرماندهی ارتش چهارم زرهی شد و در جبهه وورونژ به پیکار پرداخت. ماه دسامبر در تلاش بی‌نتیجه جهت شکستن محاصره ارتش ششم در استالینگراد مشارکت نمود. با این وجود ماه‌های مارس و آوریل سال ۱۹۴۳ هوت پیروزی بزرگی در نبرد سوم خارکوف کسب کرد. نیروهای او متشکل از دو سپاه زرهی و یک سپاه پیاده‌نظام نقش سرنیزه زرهی گروه ارتش جنوب تحت امر فیلدمارشال اریش فن مانشتاین، در جناح جنوبی عملیات سیتادل در ناحیه کورسک را بر عهده داشتند. آغاز عملیات در روز ۵ ژوئیه شاهد پیشروی سریع ۷۰۰ تانک ارتش زرهی تحت فرماندهی هوت بود اما دفاع چند لایه و آماده دشمن فرسایش زیادی به آن وارد آورد و در نهایت موجب توقف تهاجم شد.
در پی بازپس‌گیری کیف توسط ارتش سرخ، هوت ماه دسامبر سال ۱۹۴۳ از مقام خود عزل گردید و دیگر هیچگاه به خدمت فراخوانده نشد.

## پس از جنگ
هوت تا سال ۱۹۵۴ در اسارت متفقین قرار داشت. ارتشبد هرمان هوت سال ۱۹۷۱ درگذشت.